# Oxydia yema
Oxydia yema är en fjärilsart som beskrevs av Paul Dognin 1897. Oxydia yema ingår i släktet Oxydia och familjen mätare. Inga underarter finns listade i Catalogue of Life.